# The Adventures of Batman and Robin (jogo eletrônico)
The Adventures of Batman and Robin é um jogo de videogame de ação-aventura, desenvolvido por diversas empresas desenvolvedora de jogos eletrônicos em 1994 e baseado na série animada Batman: The Animated Series.
Há vários lançamentos do jogo para diferentes consoles no mercado na época, como versões para Mega Drive, Game Gear, e Sega CD foram publicadas pela Sega enquanto a versão para o Super NES foi publicada pela Konami.

## Versão SNES
A versão do jogo para Super Nintendo foi desenvolvida pela Konami e lançada em 1994. Ela começa com Batman enfrentando os capangas de Coringa em um parque de diversões.
Batman possui diversos equipamentos, como o batarangue, bumerangue que paralisa adversários; bombas, capazes de abrir portas secretas; visão de raio-x, para descobrir itens e armadilhas que não são visíveis normalmente; grapling gun, gancho que permite ao Homem-Morcego escalar obstáculos; bombas de fumaça, que destorteiam os adversários, entre outros. Também há a possibilidade de acessar a Batcaverna sempre que for necessário adquirir um equipamento ou reiniciar a fase.
A revista Nintendo Power criticou o jogo por não ter dado a Robin um papel mais ativo (o jogo ainda estava em desenvolvimento quando a série animada modificou seu nome de Batman: The Animated Series para The Adventures of Batman and Robin).
Missões
A maioria das fases basearam-se em alguns episódios da série animada. Há um chefe a ser enfrentado no final de cada fase:
- Missão 1: Amused to Death (Divertindo-se até Morrer) - esta missão baseia-se em dois episódios da série. Muitos dos elementos da segunda parte da fase, como os bonecos do Coringa e o soldado de chumbo gigante, podem ser vistos em "Christmas with the Joker" (Natal com o Coringa). O parque de diversões e a montanha-russa são baseados no episódio "Be a Clown" (Seja um Palhaço). O chefe desta fase é o Coringa, com duas breves aparições de Arlequina.
- Missão 2: No Green Peace (Sem Paz Verde) - o ambiente da floresta possui elementos e personagens baseados no episódio "Eternal Youth" (Juventude Eterna). A segunda parte da fase contém elementos de "Pretty Poison" (Doce Veneno), incluindo uma luta contra uma planta carnívora gigantesca. O chefe desta fase é Hera Venenosa.
- Missão 3: Fowl Play (Jogo de Ave) - a única parte da fase relacionada com a série é o chefe, o Pinguim, cujo confronto é inspirado em "Blind as a Bat" (Cego Como um Morcego).
- Missão 4: Tale of the Cat (Conto do Gato) - como na fase anterior, o ambiente não está relacionado com a série. Porém, a caçada à Mulher-Gato (ponto central da fase) é baseado na primeira das duas partes do episódio "The Cat and the Claw" (A Gata e suas Garras).
- Missão 5: Trouble in Transit (Problemas no Trânsito) - Esta fase não contém nenhum elemento relacionado com algum episódio da série. O chefe da fase é Duas Caras fugindo pelas ruas de Gotham City em uma limusine.
- Missão 6: Perchance to Scream (Por Acaso Grite) - baseado em um único episódio: "Nothing to Fear" (Nada a Temer), embora o título venha do episódio "Perchance to Dream" (Um Sonho por Acaso), cujo vilão é o Chapeleiro Louco. O chefe da fase é Espantalho.
- Missão 7: Riddle Me This (Decifre-me Isto) - alguns elementos da primeira parte da fase, como o labirinto, a música de fundo, alguns quebra-cabeças e o enigma do minotauro robótico podem ser vistos no episódio "If You're So Smart, Why Aren't You Rich?" (Se Você é Tão Esperto, Por que Não é Rico?). O tabuleiro de xadrez e o visual do chefe da segunda parte da fase, Charada, estão presentes no episódio "What Is Reality?" (O Que é Realidade?). O chefe é Charada.
- Missão 8: The Gauntlet (A Manopla) - nesta fase, Batman enfrenta diversos inimigos. Além de alguns dos anteriormente confrontados (mais precisamente Mulher-Gato, Pinguim e Espantalho), o Homem-Morcego enfrenta também Cara-de-Barro, Morcego Humano e, finalmente, Coringa mais uma vez. A única semelhança com a série é o local onde Batman enfrenta Morcego Humano, que é bastante similar ao do episódio "On Leather Wings" (Sob Asas de Couro).

## Versão Mega Drive/Genesis
Na versão para o Mega Drive, lançada em 1995, o objetivo o jogo é deter Senhor Frio, que escapou do Asilo Arkham e pretende congelar toda Gotham City. Ao contrário da versão para Super Nintendo, pode ser jogado por dois jogadores simultaneamente e há opção de se escolher tanto Batman quanto Robin.
Missões
Existem quatro fases, cada uma com um chefe a ser enfrentado no final:
- Missão 1: Happy Birthday to Me! (Parabéns Para Mim!) - o jogador enfrenta Arlequina em duas ocasiões, a primeira em um tanque de guerra e a segunda em uma cadeira voadora. O chefe da fase é o Coringa em um aeróstato repleto de "brinquedos" mortais.
- Missão 2: A Two-Sided Story (Uma História de Dois Lados) - o jogador começa subindo por um elevador-andaime de um edifício condenado e enfrentando o dirigível de quatro canhões do Duas-Caras. Na segunda cena, que consiste em sobrevoar de Batplano os céus da cidade, é necessário derrotar um helicóptero militar, uma nave gigante armada com três canhões sônicos e o helicóptero particular do chefe (Duas Caras).
- Missão 3: Tea Time! (Hora do Chá!) - o jogador navega por cenários psicodélicos de contos de fadas, depois enfrentando dois robôs gigantes que lembram, respectivamente, o gato de Alice no País das Maravilhas e o personagem Pinocchio. O chefe da fase é o Chapeleiro Louco voando em uma cartola flutuante.
- Missão 4: Snow in July? (Neve em Julho?) - o jogador enfrenta o último chefe do jogo, Senhor Frio, a tempo de impedir que seu canhão de nitrogênio concentrado cause um inverno permanente em plena época de verão em Gotham City.